# 亨茨维尔 (犹他州)
亨茨维尔（英文：Huntsville），是美国犹他州韦伯县下属的一座城市。建市于 1860年，面积大约为0.84平方英里（2.2平方公里），海拔约为4,928英尺（1,502米）。根据2010年美国人口普查，该市有人口608人。